# Guillermo Brizuela Méndez
Guillermo Alberto Brizuela Méndez (General Pirán, 17 de noviembre de 1922 - Buenos Aires, 31 de agosto de 1997) fue un locutor, actor y presentador de televisión argentino.

## Biografía
Nacido en la localidad de General Pirán, se crio en la ciudad de Mar del Plata. Al morir su padre, debió ir a trabajar con tan solo 14 años como mensajero en el correo de allí. Luego de complementar el Servicio Militar, se desempeñó en un sanatorio y, junto a un amigo, se ofreció en 1946 para trabajar como locutor en radio LU9, donde se le fue designado la transmisión de una carrera automovilística encabezada por Juan Manuel Fangio y Luigi Villoresi. En 1950 contrajo matrimonio con su primera mujer que se llamaba Clotilde con la que tuvo hijas mellizas y se radicó en Buenos Aires por un pedido del empresario Jaime Yankelevich, quien al escucharlo, lo invitó a Radio Belgrano. Años después se divorció y tras un largo período de noviazgo se casó con Piera, con quien no tuvo hijos.
El 17 de octubre de 1951 inauguró Canal 7 con la primera emisión televisiva en blanco y negro. Entre sus trabajos más importantes allí se destacó cubriendo un móvil el Día de la Lealtad en un acto presidido por Eva Perón, y la realización en vivo de 56 avisos de TV en un día. Canal 7 se caracterizó por sus transmisiones desde exteriores, pasando a integrar junto a Radio Nacional de las cadenas Nacionales. Las emisiones consistían en actos públicos, sesiones del congreso y asunciones de mandos. En 1954 realizó su primera intervención cinematográfica en Detective, con libretos de Julio Porter y Abel Santa Cruz y la protagonización estelar de Susana Campos. Para 1955 fue convocado en dos oportunidades, haciendo un simpático personaje en Vida nocturna, para Argentina Sono Film.
Entre su época de esplendor, condujo el legendario Tropicana Club, con Beba Bidart, Angel Eleta y Osvaldo Miranda. Por cuatro años, de 1957 a 1960 y por Canal 7 (Hoy Televisión Pública) acompañó a Dringue Farías y Tato Bores en La familia GESA se divierte, luego llamada simplemente La familia GESA, donde como atracción principal, se encontraba la cantante Virginia Luque, que formaba parte del elenco femenino con Gloria Leyland y Nelly Prince. Formó un inolvidable dúo con Nelly Prince, con quien compuso a payasos en Ahí viene el circo, con guiones de Hugo Moser. Además, incursionó en teatro, cumpliendo su labor más importante en Pantaleón y las visitadoras, dirigido por Hugo Urquijo, donde asumió su más complejo estilo interpretativo.
Adquirió popularidad en 1962 con el ciclo televisivo La feria de la alegría, con Margarita Padín y Colomba. Se dijo que su programa: Escuela de locutores, inspiró a Alberto Olmedo para crear el personaje de Rucucú. En 1974 integró el elenco de Porcelandia, protagonizado por Jorge Porcel y en la década del '70 y '80 se lució en Matrimonios y algo más, en cuya versión teatral también participó. Por Canal 9, de 1976 a 1978 trabajó para el ciclo de TV El mundo de Calculín, de Manuel García Ferré; y en ese mismo canal, condujo en 1976 el programa El Chamamé, un ciclo de difusión del chamamé, en donde se presentaban al público de Buenos Aires diversas figuras de la música del Litoral. En 1980 trabajó como conductor del programa "Trece Mach" (canal 13) que se transmitía desde el Club Comunicaciones.En 1982 condujo El Gran Canje  por Canal 11. En 1986, condujo junto a Johnny Allon El gran baile, que le dio moda a las bailantas y, en 1987 encabezó con Juan Carlos Altavista y Marcos Zucker, Supermingo, un programa cómico protagonizado por Minguito. Entre 1991 y 1995 acompañó como actor de reparto a Guillermo Francella y Gogó Andreu en La familia Benvenuto, emitida todos los domingos por Telefé. Se trataba de una familia de ascendencia italiana al estilo de otra serie anterior, Los Campanelli, que todos los domingos se juntaban a almorzar pastas.
A lo largo de su carrera, participó en 11 películas, entre ellas se encuentran: Luces de candilejas (1956), de Enrique Carreras, Venga a bailar el rock (1957), con Nélida Lobato, La procesión (1960), que tuvo una nominación, Sábado a la noche, cine (1960), comedia romántica, Escándalo en la familia (1967), con Niní Marshall, Yo tengo fe (1974), auspiciada por SACI, Los hijos de López (1980), donde encarnó a Guillermo, entre otras.
Trabajó en las FM Santa Rita de Boulogne, FM Unión 99.5 de Villa Ballester. En esa emisora condujo La bailanta de Brizuela entre 1989 y 1990 junto al periodista y lunfardista Marcelo Oliveri, FM 88 de Vicente López, donde condujo el ciclo "El Último romántico" con producción de la marplatense Mónica Urso y FM Convivencia de Ciudadela hasta que volvió a Radio El Mundo en 1996, al frente del ciclo El mundo del chamamé, que había sido nominado a los premios Martín Fierro en el rubro música nativa (durante la semana había grabado la emisión que salió al aire el último sábado antes de su deceso). Padrino en los medios del periodista Marcelo Gopar a quien bautizó "El Príncipe de la Radio".  Tras 10 años sin actividad en el medio televisivo, en 1997 fue convocado por ATC conducir Teleganas junto a Andrés Percivale y Gisella Barreto, que fue levantado del aire a los pocos meses.
Por problemas cardíacos fue internado en el Hospital Alemán, en el que falleció a los 74 años el 31 de agosto de 1997 de un infarto agudo de miocardio. Fue velado en la sede del Consejo Deliberante. El locutor Brizuela Méndez era amigo del cardiólogo Luis de la Fuente en los años 80 y solía ir a la cancha de River, incluso con este médico amigo.
Piera, su viuda, encargó -un año después- a un periodista amigo del matrimonio, un libro biográfico sobre el Negro pero el rechazo de las principales editoriales a publicar esa obra, impidió la concreción del anhelado proyecto y sumergió la historia de Brizuela Méndez en un ostracismo injusto.

## Filmografía
- Los hijos de López (1980)
- La guerra de los sostenes (1976)
- Yo tengo fe (1974)
- Escándalo en la familia (1967)
- Sábado a la noche, cine (1960)
- La procesión (1960)
- Venga a bailar el rock (1957)
- Luces de candilejas (1956)
- Pobre pero honrado (1955)
- Vida nocturna (1955)
- Detective (1954)